# Otto Sverdrup
Pour les articles homonymes, voir Sverdrup.
Otto Neumann Sverdrup, né le 31 octobre 1854 à Bindal et mort le 26 novembre 1930 à Sandvika, est un explorateur et marin norvégien. Il participe à plusieurs expéditions dans les régions de l'Arctique. Il s'agit de l'une des trois grandes figures des expéditions polaires norvégiennes, aux côtés de Fridtjof Nansen et Roald Amundsen.

## Biographie
En 1888, il prend notamment part à l'expédition au Groenland de Fridtjof Nansen qui réalise la première traversée à ski de l'île. Quelques années plus tard, toujours aux côtés de Nansen, il est membre de l'expédition Fram entre 1893 et 1896, en tant que capitaine du navire. Il poursuit seul avec l'équipage la dérive sur la banquise tandis que Nansen tente d'atteindre le pôle Nord à traîneau. 
Entre 1898 et 1902, Sverdrup mène sa propre expédition d'exploration de l'Arctique à bord du Fram, commandé par Victor Baumann, et tente de faire le tour du Groenland en passant par la baie de Baffin. Il explore l'île Ellesmere et visite, à l'Ouest de celle-ci, le groupe d'îles que l'on nommera plus tard les îles Sverdrup. Au cours de cette expédition, Sverdrup et son équipage cartographient une zone de plus de 260 000 km2, plus que toute autre expédition polaire. Les cartes de la zone sont établies et publiées par son cartographe, Gunnar Isachsen. À son retour en Norvège, il est accueilli en héros.
Il mène encore ensuite d'autres expéditions de moindre portée, toujours dans les zones arctiques. 
Au cours de son expédition dans l'arctique canadien, Sverdrup proclame également la souveraineté de la Norvège sur les îles qu'il a découvertes, Axel Heiberg, Amund Ringnes et Ellef Ringnes, lançant une querelle de souveraineté avec le Canada. Ce point est résolu en 1930, avec le renoncement de la Norvège. Cette même année, Sverdrup signe un accord avec le gouvernement canadien pour lui céder les rapports de son expédition, pour la somme de 67 000 dollars canadiens. Sverdrup meurt quelques semaines plus tard, ayant assuré le futur de sa famille. Ses archives sont tout d'abord conservées aux archives nationales du Canada mais seront plus tard rendues à la bibliothèque nationale de Norvège.

## Bibliographie

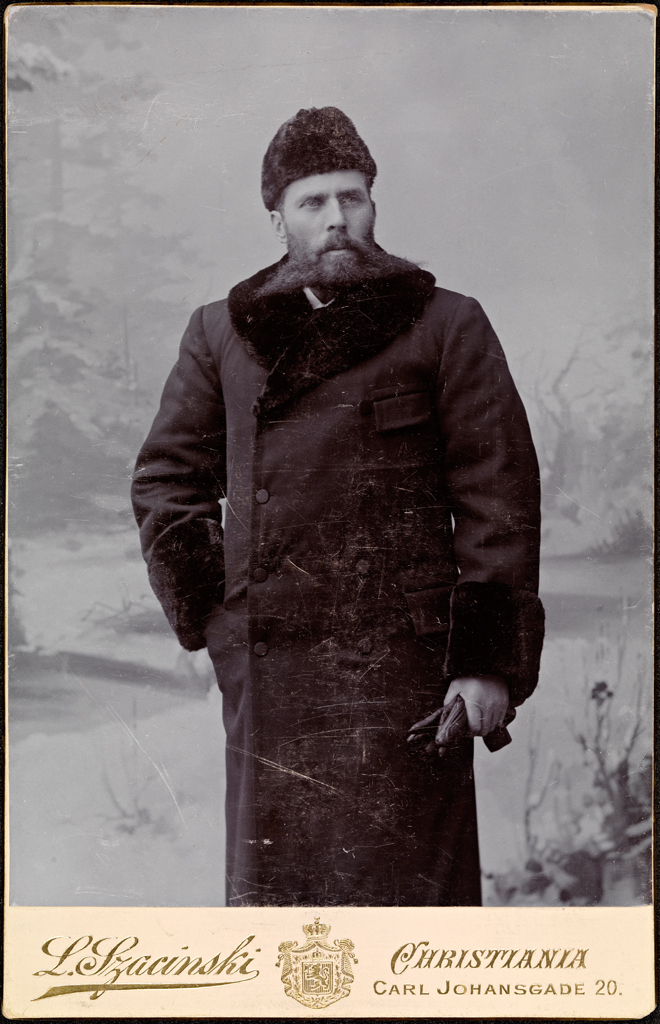
Otto Sverdrup en 1898.